# Герман (епископ Капуи)
Герман (умер 30 октября 540, Капуя) — святой, епископ Капуи (516—540). День памяти — 30 октября.

## Биография
Святой Герман родился в богатой семье. После смерти своего отца Аманция (Amanzio), с согласия своей матери Иулианны, святой Герман продал унаследованное имущество, а средства раздал бедным. Стал епископом Капуи в 516 году. Был другом святого Бенедикта Нурсийского. Liber Pontificalis упоминает его как одного из папских легатов, отправленных в 519 году святым папой римским Гормиздом для искоренения Акакианской схизмы. Иные детали жития святого Германа известны из «Диалогов» святого Григория Великого. В них, в частности, сообщается, что святой Бенедикт видел, что ангелы на небесах носили душу святого Германа.
Преемником Германа на епископской кафедре стал святой Виктор.

## Почитание
Святой Герман был погребён в Капуе, в храме Святой Софии. Впоследствии император Людовик II в 866 году перенёс бо́льшую часть мощей в Кассино, которое называлось Сан-Джермано до 1863 года. Мощи были утрачены во время англо-американской бомбардировки монастыря Монтекассино в 1944 году. Другие мощи были размещены императором Людовиком в склепе церкви Святого Сикста в Пьяченце.